# Anomiopsis
Anomiopsis là một chi bọ cánh cứng thuộc họ Scarabaeidae.